# Librería Porrúa
La Librería Porrúa es una librería y editora de libros mexicana, fundada en 1900 por los hermanos José, Indalecio y Francisco Porrúa, procedentes de Asturias, España. El lugar dedicado a la «compra-venta de libros de ocasión e interés general» se estableció inicialmente en la calle de San Pedro y San Pablo. Tiempo después, en 1910 se trasladó a la esquina de República de Argentina y Justo Sierra, también en la Ciudad de México. El sitio es una construcción del siglo XVIII con el interior readecuado, aunque la fachada conserva su «personalidad dieciochesca», y es la casa matriz.
Desde 1904, ya habían comenzado a publicar Boletines bibliográficos, y cuatro años más tarde, un catálogo de antiguas impresiones mexicanas. Esta clase de obras «fijaron por mucho tiempo los precios de las ediciones mexicanas con valor tipográfico o histórico». La primera obra editorial llegó en 1910, Guía de la Ciudad de México, impresa en España. Cuatro años después, la primera en el país estadounidense, Las 100 mejores poesías líricas mexicanas, que reunía trabajos de escritores como Antonio Caso, Enrique González Martínez y Efrén Rebolledo. Fue hasta 1944 que se constituyó formalmente la Editorial Porrúa, con el precepto «Cultura al alcance de todos».
A lo largo de su historia, la editorial ha incluido en su catálogo distintas colecciones, como la «Colección de Escritores Mexicanos», iniciada en 1944 con el libro Poesía, teatro y prosa de Sor Juana Inés de la Cruz, y «Biblioteca Jurídica Porrúa», que comenzó el mismo año con el libro Introducción al estudio del derecho de Eduardo García Máynez, y que está integrada por más de 2500 títulos. Otras colecciones son la «Biblioteca Porrúa» —que empezó en la década de los años 1970 con Historia de la literatura náhuatl de Ángel María Garibay—, sobre trabajos de carácter histórico, y la «Biblioteca Juvenil Porrúa», con adaptaciones infantiles, entre muchas otras más.

## Colección “Sepan Cuantos…”
No obstante, la más popular es «“Sepan Cuantos…”», que se inició sin denominación el 2 de julio de 1959 con El Periquillo Sarniento de José Joaquín Fernández de Lizardi y recibió su nombre hasta marzo de 1960, con la publicación de la Odisea, a sugerencia de Alfonso Reyes.
La colección ha llegado a más de 740 títulos de obras de política, literatura universal, biografías, ensayos y documentos históricos, que han sido prologados por autores como Sergio Pitol, Jorge Luis Borges, Miguel León Portilla, Jorge Ibargüengoitia, José Emilio Pacheco, entre otros. En un inicio se publicaban a dos columnas los libros de «“Sepan Cuantos…”», pero más tarde se editaron en una sola.